# Himérai csata
A himérai csatában Kr. e. 480-ban legyőzte Gelon,  Siracusa türannisza és Akragaszi Teron az általuk vezetett szövetséges görög-szicíliai csapatok élén Hamilkár karthágói hadseregét. Hamilkár, aki Karthágó uralkodója volt  i. e. 510–480 között, elesett a csatában. Karthágó kénytelen volt e vereség nyomán jóvátételt fizetni és jó időre lemondani a szicíliai ambícióiról. Ezzel lehetővé vált Szürakuszai és Akragasz városállamoknak a következő évszázadok domináns hatalmi centrumaivá válása.
Himérai Terillosz, Himéra uralkodójának elűzése váltotta ki eredetileg e csatát. Akragaszi Teron  Kr. e. 483-ban űzte el őt. Terillosz Karthágóhoz fordult segítségért. Karthágó nagy haderőt gyűjtött és szerelt fel majd Panormoszon kikötve Himéra ellen vonult. Teron és Gelon megnyerték a himériai csatát a karthágói sereggel szemben és rengeteg rabszolgát ejtettek. Ez mintegy 70 évre garantálta a békét Karthágó és a szicíliai városállamok közt, és utóbbiakban virágzó építkezéseket hozott.
Pindarosz, görög költő Első pythoi ódájával indult el az a folyamat, amelyben  a történetírás a himérai csatában elért győzelmet eltúlozza. Ez legendaképzés arról, ahogyan a civilizációt (azaz Görögországot) a barbár Karthágó fenyegette és ezt kiegészítették azzal, hogy egyidejűleg a himérai csatával a perzsák is vereséget szenvedtek Görögországgal szemben. Ebből előállt az a mítosz, hogy a két csata nem csupán ugyanazon a napon zajlott le, hanem hogy a perzsák és a karthágóiak egymással megegyezve koordinálták hadjárataikat. Mindenekelőtt Gelon profitált ebből a mítoszból, mely őt hősként ünnepelte.

## Fordítás
Ez a szócikk részben vagy egészben  a   Schlacht bei Himera című német Wikipédia-szócikk ezen változatának fordításán alapul.  Az eredeti cikk szerkesztőit annak laptörténete sorolja fel. Ez a jelzés csupán a megfogalmazás eredetét és a szerzői jogokat jelzi, nem szolgál a cikkben szereplő információk forrásmegjelöléseként.